# Plecoptera costisignata
Plecoptera costisignata là một loài bướm đêm trong họ Erebidae.